# Асан (Во)
Асан (фр. Assens) — громада  в Швейцарії в кантоні Во, округ Гро-де-Во.

## Географія
Громада розташована на відстані близько 75 км на південний захід від Берна, 9 км на північ від Лозанни.
Асан має площу 5,3 км², з яких на 9,2% дозволяється будівництво (житлове та будівництво доріг), 79,5% використовуються в сільськогосподарських цілях, 11,1% зайнято лісами, 0,2% не є продуктивними (річки, льодовики або гори).

## Демографія
2019 року в громаді мешкало 1075 осіб (+7,2% порівняно з 2010 роком), іноземців було 12,3%. Густота населення становила 201 осіб/км².
За віковим діапазоном населення розподілялося таким чином: 24,1% — особи молодші 20 років, 59,7% — особи у віці 20—64 років, 16,2% — особи у віці 65 років та старші. Було 434 помешкань (у середньому 2,5 особи в помешканні).
Із загальної кількості 413 працюючих 42 було зайнятих в первинному секторі, 81 — в обробній промисловості, 290 — в галузі послуг.